# Nokia 1011
Nokia 1011 je první masově vyráběný mobilní telefon pracující v GSM pásmu. Byl prodáván i pod názvem Mobira Cityman 2000. Datum vydání telefonu je 10. listopadu 1992.
Telefon má rozměry 195 x 60 x 45mm a jako zobrazovací zařízení používá monochromatický displej a vnější anténu. Paměť může mít 99 telefonních čísel. Nevlastnila ještě charakteristické vyzvánění pro dnešní nokie, protože to bylo zavedeno až v roce 1994. Telefon používá GSM pásmo 900 MHz. V roce 1992 stál asi 2500 německých marek.
Telefon byl schopen přijímat a odesílat SMS zprávy, i když se říká, že první Nokia schopná přijímat SMS zprávy je Nokia 2110.
Nokia 1011 byla vyráběna až do roku 1994, poté byla představena Nokia 2110 jako nástupce předešlého modelu.